# Karl Suessenguth
Karl Suessenguth (auch Süssenguth) (* 22. Juni 1893 in Münnerstadt, Unterfranken; † 7. April 1955 in Ischia, Italien) war ein deutscher Botaniker. Sein botanisches Autorenkürzel lautet „Suess.“

## Leben und Wirken
Suessenguths Dissertation in München 1919 lautete: „Beiträge zur Frage des systematischen Anschlusses der Monoktylen.“ Er war zunächst von 1919 bis 1927 Assistent von Karl Immanuel Eberhard Goebel. Am 15. September 1927 wurde er zum außerplanmäßigen Professor für Botanik an die Universität München berufen. In den 1930er Jahren war er Nachfolger von Gustav Hegi als Herausgeber der Illustrierten Flora von Mittel-Europa. Schwerpunkt seiner wissenschaftlichen Arbeit war die botanische Systematik und die chemische Physiologie der Pflanzen.
Nach Ende des 2. Weltkrieges war er vom 21. August 1945 bis zum 26. Oktober 1948 der kommissarische Direktor des Botanischen Instituts der Ludwig-Maximilians-Universität. Lange Zeit blieb er auch der einzige Lehrer jener Hunderte von Studenten, die damals ihr Studium neu begannen. Am 20. Januar 1950 erhielt er den Titel eines Honorarprofessors an der Ludwig-Maximilians-Universität. Er bearbeitete für die 2. Auflage von Adolf Engler, Carl Prantl (Hrsg.): "Die natürlichen Pflanzenfamilien." 2. Auflage. Verlag Duncker & Humblot, Berlin 1953 die Familien Rhamnaceae, Vitaceae und Leeaceae. Er starb über den Arbeiten an einem Prodromus einer Flora von Südwestafrika, die dann von Hermann Merxmüller fortgesetzt und 1966 bis 1972 vollendet wurde.

## Ehrungen
Nach ihm benannt wurde die Pflanzengattungen Suessenguthia Merxm. aus der Familie der Akanthusgewächse (Acanthaceae) und Suessenguthiella Friedrich aus der Familie der Mollugogewächse (Molluginaceae) benannt.

## Quelle
- Handbuch der deutschen Wissenschaft. Bd. 2, Biographisches Verzeichnis, 1949